# Monarque-Klasse
Die Monarque-Klasse war eine Klasse von drei 74-Kanonen-Linienschiffen 2. Ranges der französischen Marine, die von 1747 bis 1781 in Dienst stand.

## Allgemeines
Die Klasse wurde ursprünglich von dem Schiffbauingenieur Blaise-Joseph Ollivier entworfen und unter seiner Bauaufsicht begonnen. Da dieser aber 1746 verstarb, wurde seine Arbeit durch Jacques-Luc Coulomb fortgesetzt bzw. beendet.

## Einheiten
| Name      | Bauwerft         | Kiellegung  | Stapellauf    | Indienststellung | Verbleib |
| --------- | ---------------- | ----------- | ------------- | ---------------- | --- |
| Monarque  | Arsenal de Brest | 1745        | März 1747     | Juli 1747        | Im Oktober 1747 (Zweite Seeschlacht am Kap Finisterre) durch die Royal Navy gekapert, als Monarch in Dienst und 1760 in Woolwich verkauft |
| Intrépide | Arsenal de Brest | Januar 1745 | März 1747     | August 1747      | Am 22. Juli 1781 bei Cap-Français (Saint-Domingue) durch Feuer zerstört                                                                   |
| Sceptre   | Arsenal de Brest | Januar 1745 | 21. Juni 1747 | Dezember 1747    | Ab Januar 1779 Hulk |

## Technische Beschreibung
Die Klasse war als Batterieschiff mit zwei durchgehenden Geschützdecks konzipiert und hatte eine Länge von 53,92 Metern (Geschützdeck) bzw. 51,00 Metern (Kiel), eine Breite von 14,13 Metern und einen Tiefgang von 6,66 Metern bei einer Verdrängung von 2.718 Tonnen. Sie waren Rahsegler mit drei Masten (Fockmast, Großmast und Kreuzmast). Der Rumpf schloss im Heckbereich mit einem Heckspiegel, in den Galerien integriert waren, die in die seitlich angebrachten Seitengalerien mündeten.
Die Bewaffnung der Klasse bestand aus 74 Kanonen.
|                | Unteres Batteriedeck | Oberes Batteriedeck | Backdeck      | Achterdeck     | Kanonen (Geschossgewicht) |
| -------------- | -------------------- | ------------------- | ------------- | -------------- | ------------------------- |
| Design         | 28 × 36-Pfünder      | 30 × 18-Pfünder     | 6 × 8-Pfünder | 10 × 8-Pfünder | 74 Kanonen (410,20 kg)    |
| 1748 (Monarch) | 28 × 32-Pfünder      | 30 × 18-Pfünder     | 6 × 9-Pfünder | 10 × 9-Pfünder | 74 Kanonen (358,265 kg)   |

## Besatzung
Die Besatzung hatte im Frieden eine Stärke von 660 Mann und im Kriegsfall 744 Mann (6 bzw. 10 Offiziere und 650 bzw. 734 Unteroffiziere bzw. Mannschaften).

## Bemerkungen
1. ↑  Die französische Einteilung in Rangklassen wich von der britischen ab. Zum Zeitpunkt der Indienststellung der Monarque-Klasse waren französische Schiffe Zweiten Ranges Zweidecker mit 74 Kanonen.
2. ↑  Bei der Berechnung des Gewichtes einer Breitseite kann es zu Unterschieden kommen, da in der damaligen Zeit ein Pfund, je nach Land, unterschiedliche Gewichtswerte hatte. Das französische Livre hatte z. B. ein Gewicht von 489,506 Gramm während das englische Pound ein Gewicht von 453,592 Gramm hatte.